# Born Again (album de The Notorious B.I.G.)
Pour les articles homonymes, voir Born Again.
Albums de The Notorious B.I.G.
Life After Death
(1997) Duets: The Final Chapter
(2005)
Singles
1. Notorious B.I.G.
Sortie : 24 octobre 1999
2. Dead Wrong
Sortie : 6 janvier 2000

Born Again est un album posthume de The Notorious B.I.G., sorti le 7 décembre 1999.
C'est le second album posthume de Biggie, après Life After Death publié en 1997. Contrairement au premier, celui-ci est constitué de couplets enregistrés avant sa mort en mars 1997 qui n'avaient pas été utilisés. Ensuite, de nouvelles instrumentales ont été faites spécialement pour le projet. Pour compléter les couplets de Biggie, des featurings avec d'autres rappeurs renommés (Eminem, Puff Daddy, Method Man, Mobb Deep...) ont été rajoutés.
L'album s'est classé 1er au Billboard 200 et au Top R&B/Hip-Hop Albums et a été certifié double platine par la Recording Industry Association of America (RIAA) le 7 décembre 1999.

## Liste des titres
| No  | Titre | Contient un (des) sample(s) de | Durée |
| --- | --- | --- | ----- |
| 1.  | Born Again (Intro) (Produit par Harve « Joe Hooker » Pierre et J Dub)                                                                     | | 1:28  |
| 2.  | Notorious B.I.G. (featuring Puff Daddy et Lil' Kim – Produit par Daven « Prestige » Vanderpool)                                           | Notorious de Duran Duran Real Niggaz de The Notorious B.I.G. | 3:11  |
| 3.  | Dead Wrong (featuring Eminem – Produit par Chucky Thompson et Mario Winans)                                                               | I'm Glad You're Mine d'Al Green She's Mine de Barrington Levy Break Up to Make Up des Stylistics | 4:57  |
| 4.  | Hope You Niggas Sleep (featuring Hot Boys et Big Tymers – Produit par Mannie Fresh)                                                       | | 4:10  |
| 5.  | Dangerous MC's (featuring Mark Curry, Snoop Dogg et Busta Rhymes – Produit par Nottz)                                                     | | 5:15  |
| 6.  | Biggie (featuring Junior M.A.F.I.A. – Produit par Nashiem Myrick)                                                                         | Hang Your Head in Shame de New York City Let's Get It On d'Heavy D, 2Pac, The Notorious B.I.G. et Grand Puba featuring Spunk Bigga | 5:22  |
| 7.  | Niggas (Produit par Mario Winans, Clemont Mack et Ramahn Herbert)                                                                         | (Don't Worry) if There's a Hell Below, We're All Going to Go de Curtis Mayfield | 3:48  |
| 8.  | Big Booty Hoes (featuring Too $hort – Produit par Daven « Prestige » Vanderpool)                                                          | Crab Apple d'Idris Muhammad Bust a Nut de Luke featuring The Notorious B.I.G. | 3:27  |
| 9.  | Would You Die for Me? (featuring Lil' Kim et Puff Daddy – Produit par Daven « Prestige » Vanderpool)                                      | Kiss de Prince Friend of Mine de The Notorious B.I.G. | 3:36  |
| 10. | Come On (featuring Sadat X – Produit par DJ Clark Kent)                                                                                   | | 4:37  |
| 11. | Rap Phenomenon (featuring Method Man et Redman – Produit par DJ Premier)                                                                  | Risin' to the Top de Keni Burke Kick in the Door de The Notorious B.I.G. Keep Your Hands High de Tracey Lee featuring The Notorious B.I.G. The What de The Notorious B.I.G. featuring Method Man It's Like That (My Big Brother) de Redman featuring K-Solo Ten Crack Commandments de The Notorious B.I.G. | 4:02  |
| 12. | Let Me Get Down (featuring Craig Mack, G-Dep et Missy Elliott – Produit par Deric Angelettie)                                             | Love Serenade (Part II) de Barry White Games de Chuckii Booker | 4:33  |
| 13. | Tonight (featuring Mobb Deep et Joe Hooker – Produit par Cornbread)                                                                       | Long Kiss Goodnight de The Notorious B.I.G. | 6:08  |
| 14. | If I Should Die Before I Wake (featuring Black Rob, Beanie Sigel et Ice Cube – Produit par Henri Charlemagne, Coptic et Deric Angelettie) | | 4:51  |
| 15. | Who Shot Ya? (Produit par Nashiem Myrick)                                                                                                 | | 3:48  |
| 16. | Can I Get Witcha (featuring Lil' Cease – Produit par Chucky Thompson)                                                                     | Livin' It Up (Friday Night) de Bell & James | 3:43  |
| 17. | I Really Want to Show You (featuring Nas et K-Ci & JoJo – Produit par Andreao Heard)                                                      | Charisma de Tom Browne Come & Talk to Me de Jodeci | 5:09  |
| 18. | Ms. Wallace (Outro) (Produit par Harve Pierre et Voletta Wallace)                                                                         | | 3:18  |